# Cantón Riobamba
El cantón Riobamba es una entidad territorial subnacional ecuatoriana, de la Provincia de Chimborazo. Su cabecera cantonal es la ciudad de Riobamba, lugar donde se agrupa la mayor parte de su población total.

## Gobierno y política
Territorialmente, la ciudad de Riobamba está organizada en cinco parroquias urbanas, mientras que existen 11 parroquias rurales con las que complementa el aérea total del Cantón Riobamba. El término "parroquia" es usado en el Ecuador para referirse a territorios dentro de la división administrativa municipal.
La ciudad y el cantón Riobamba, al igual que las demás localidades ecuatorianas, se rige por una municipalidad según lo previsto en la Constitución de la República. El Gobierno Autónomo Descentralizado Municipal de Riobamba, es una entidad de gobierno seccional que administra el cantón de forma autónoma al gobierno central. La municipalidad está organizada por la separación de poderes de carácter ejecutivo representado por el alcalde, y otro de carácter legislativo conformado por los miembros del concejo cantonal.
La ciudad de Riobamba es la capital de la provincia de Chimborazo, por lo cual es sede de la Gobernación y de la Prefectura de la provincia. La Gobernación está dirigida por un ciudadano con título de Gobernador de Chimborazo y es elegido por designación del propio Presidente de la República como representante del poder ejecutivo del estado. La Prefectura, algunas veces denominada como Gobierno Provincial, está dirigida por un ciudadano con título de Prefecto Provincial de Chimborazo y es elegido por sufragio directo en fórmula única junto al candidato viceprefecto. Las funciones del Gobernador son en su mayoría de carácter representativo del Presidente de la República, mientras que las funciones del Prefecto están orientadas al mantenimiento y creación de infraestructura vial, turística, educativa, entre otras.
La Municipalidad de Riobamba, se rige principalmente sobre la base de lo estipulado en los artículos 253 y 264 de la Constitución Política de la República y en la Ley de Régimen Municipal en sus artículos 1 y 16, que establece la autonomía funcional, económica y administrativa de la Entidad.

### Alcaldía
El poder ejecutivo de la ciudad es desempeñado por un ciudadano con título de Alcalde del Cantón Riobamba, el cual es elegido por sufragio directo en una sola vuelta electoral sin fórmulas o binomios en las elecciones municipales. El vicealcalde no es elegido de la misma manera, ya que una vez instalado el Concejo Cantonal se elegirá entre los ediles un encargado para aquel cargo. El alcalde y el vicealcalde duran cuatro años en sus funciones, y en el caso del alcalde, tiene la opción de reelección inmediata o sucesiva. El alcalde es el máximo representante de la municipalidad y tiene voto dirimente en el concejo cantonal, mientras que el vicealcalde realiza las funciones del alcalde de modo suplente mientras no pueda ejercer sus funciones el alcalde titular.
El alcalde cuenta con su propio gabinete de administración municipal mediante múltiples direcciones de nivel de asesoría, de apoyo y operativo. Los encargados de aquellas direcciones municipales son designados por el propio alcalde. Actualmente el alcalde de Riobamba es el John Vinueza , elegido para el periodo 2023-2027.

### Concejo Cantonal
El poder legislativo de la ciudad es ejercido por el Concejo Cantonal de Riobamba el cual es un pequeño parlamento unicameral que se constituye al igual que en los demás cantones mediante la disposición del artículo 253 de la Constitución Política Nacional. De acuerdo a lo establecido en la ley, la cantidad de miembros del concejo representa proporcionalmente a la población del cantón.
Riobamba posee 11 concejales, los cuales son elegidos mediante sufragio (Sistema D'Hondt) y duran en sus funciones cuatro años pudiendo ser reelegidos indefinidamente. De los nueve ediles, ocho representan a la población urbana mientras que tres representan a las 11 parroquias rurales. El alcalde y el vicealcalde presiden el concejo en sus sesiones. Al recién instalarse el concejo cantonal por primera vez los miembros eligen de entre ellos un designado para el cargo de vicealcalde de la ciudad.

### Organización territorial
La ciudad y el cantón Riobamba, al igual que las demás localidades ecuatorianas, se rige por una municipalidad según lo estipulado en la Constitución Política Nacional. La Municipalidad de Riobamba es una entidad de gobierno seccional que administra el cantón de forma autónoma al gobierno central. La municipalidad está organizada por la separación de poderes de carácter ejecutivo representado por el alcalde, y otro de carácter legislativo conformado por los miembros del concejo cantonal. El Alcalde es la máxima autoridad administrativa y política del Cantón Riobamba. Es la cabeza del cabildo y representante del Municipio.
El cantón se divide en parroquias que pueden ser urbanas o rurales y son representadas por las Juntas Parroquiales ante el Municipio de Riobamba.
El cantón Riobamba cuenta con cinco parroquias urbanas: Lizarzaburu, Maldonado, Velasco, Veloz y Yaruquíes y 11 parroquias rurales: Cacha, Calpi, Cubijíes, Flores, Licán, Licto, Pungalá, Punín, Químiag, San Juan y San Luis.

#### Parroquias rurales

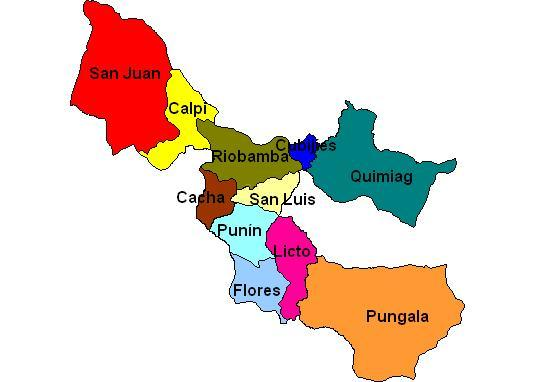
Localización de las parroquias rurales en el cantón

- Cacha: Su nombre significa: “Débil en lo propio”. Es una población muy antigua, fue un lugar de descanso para los Régulos Puruhaes. Hualcopo Duchicela ordenó construir una fortaleza y un palacio para que su esposa la Princesa Toa diera a luz a su hijo Cacha.

Atractivos turísticos: Cerro Shuyo, lagunas, Pucará Tambo, artesanías de lana de borrego. Fiestas: Carnaval, Corpus Christi, Inti Raymi. 

- Calpi: Significa: “ Río de la araña”. Es un pueblo antiguo donde vivían varias parcialidades o ayllus como los Calpi o Cápac.

Atractivos turísticos: Iglesia y fiestas en honor al patrono Santiago, en noviembre; artesanías en lana de borrego.

- Cubijíes: Significa “Quebrada con canastas”. Antiguamente allí vivían varias parcialidades o ayllus como los Cubijíes, Chillapud y otros.

Atractivos turísticos: Iglesia y fiestas del Patrono San Jerónimo. En septiembre y octubre; artesanías en carrizo, totora, cabuya y pirotecnia. 

- Flores: Es un pueblo con varios asentamientos indígenas dueños de una cultura ancestral.

Atractivos turísticos: Artesanías: ollas y tiestos de barro.

- Licán: Significa “Tomaré allí” o “Piedra pequeña” nombre nativo de nuestro lugar. Antiguamente estaba organizado en ayllus y parcialidades como los Macají, Baliscán, entre otros. Leandro Zapla fue uno de sus caciques. Por cuestiones netamente políticas se excluyó no hacerla parte del casco urbano de Riobamba a esta parroquia, aunque claramente esta parroquia esta físicamente ya fusionada en su totalidad por la ciudad de Riobamba, siendo más zona residencial de Riobamba. Sectores considerados como barrios de la ciudad se extienden más allá de la misma cabecera parroquial como es el caso de Corona Real entre otros. Las líneas urbanas de buses de la ciudad llegan hasta dicha localidad y sus habitantes circulan en su convivir diario en la ciudad.

Atractivos turísticos: Mirador Cushcud; fiestas: Rey de Reyes, disfraces del 6 de enero y San Juan en junio. 

- Licto: Significa “Tierra angosta”. Ya en el 1605 estaba conformado por ayllus como los Basquitay, Cachua, Chisan, etc.

Atractivos turísticos: Loma de Tunshi, cerro Tulabug; fiestas: Carnaval, San Pedro y del Señor de La Agonía; artesanías: tejidos de lana, ollas y tiestos de barro 

- Pungalá: Significa “”Dinero o plata”. Pungalá y Molino eran dos pueblos que se encontraban casi juntos com varias parcialidades como los Collana, Chilpac, Comunidad Daldal, Cebadas.

Atractivos turísticos: Parque nacional Sangay, minas de oro, Tambo Alto, pueblos indígenas, lagunas, río Alao, fiestas de San Miguel y Virgen de la Pena.

- Punín: Su nombre significa “desgreñado”. Sobre su nombre se dice que en esa zona crece la planta llamada Puñín que sirve para hacer escobas. Es un pueblo muy antiguo, así lo demuestran los restos arqueológicos encontrados, principalmente un cráneo con una antigüedad de 4 950 años a. C. Fue una importante parcialidad de los Puruháes.

Atractivos turísticos: Cementerio Paleontológico, iglesia central y de Chipi.

- Quimiag: Significa “Jefe, autoridad. Quilla, Químiag o Quimña, es un pueblo muy antiguo donde vivían los nativos Quilimas o Quimiáes. Había un Cacique Superior Coango quien fundó Químiag e impuso su autoridad.

Atractivos turísticos: Parque nacional Sangay, nevado El Altar, lagunas, miradores naturales; fiestas de la Virgen del Puente, y del Señor de los Milagros, en octubre.

- San Juan: Se encuentra al oeste de Riobamba.

Atractivos turísticos: reserva faunística de Chimborazo, pueblos indígenas, carnaval; fiestas en honor al patrono San Juan en junio.

- San Luis: Su antiguo nombre fue Sahgulí o Sangoré. Este pueblo con sus parcialidades Tunshi y Aguíscate fue fundado por los jíbaros. Los Atacameños llegaron y se asentaron en lo que hoy es Chibunga. Por el año 1540, el Cacique Bueste fue el Señor del Pueblo. Esta es otra parroquia que en la actualidad ya se halla completamente fusionada con el casco urbano de Riobamba, funciona como zona residencial de la misma y las líneas de buses urbanas de Riobamba llegan hasta dicha localidad. Sus habitantes conviven diariamente en circulación con la ciudad.

Atractivos turísticos: Río Chambo; iglesia y fiestas del patrono San Luís, en junio.

## Demografía

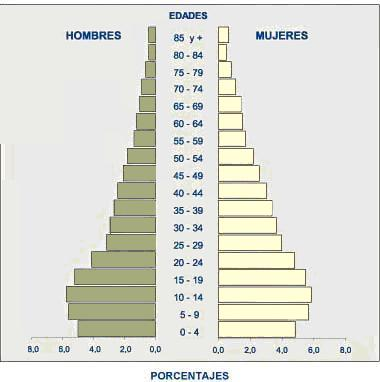
Demografía del Cantón Riobamba

La tasa de crecimiento anual de la población de 15 a 60 años es de 5%.
De acuerdo con los datos presentados por el Instituto Ecuatoriano de Estadísticas y Censos (INEC), el cantón Riobamba presenta una base piramidal ancha, a expensas de la población escolar y adolescente, con un porcentaje algo menor de niños que se encuentran entre los 0 y 4 años.
En el área rural del cantón se encuentra concentrada un 17% de la población de Riobamba. 
El analfabetismo en mujeres se presenta en 4,11%, mientras que en varones: 2,92%.
Un significativo porcentaje de la población carece de alcantarillado, apenas lo poseen el 75% de viviendas. Otros parámetros que reflejan la cobertura de servicios a la población son:
- Agua entubada dentro de la vivienda: 84%.
- Energía eléctrica 98,55%.
- Servicio telefónico 73,34%.

En síntesis, el déficit de servicios residenciales básicos alcanza al 20% de viviendas